# Дмитрук Тарас Валерійович
Тарас Валерійович Дмитрук (нар. 9 березня 2000, Нововолинськ, Волинська область, Україна) — український футболіст, захисник «Минай».

## Клубна кар'єра
Народився у місті Нововолинськ, Волинська область. Футболом розпочав займатися у волинському БРВ-ВІК, перший тренер — Василь Григорович. У ДЮФЛУ до 2014 року виступав за волинський клуб, після чого перебрався до молодіжної академії столичного «Динамо». У складі «Динамо» (U-15) виступав на Ateitis Cup 2015, де на думку тренерів команд-учасниць та організаторів турніру визнаний найкращим гравцем. Сезон 2017/18 років розпочав у складі юніорської (U-19)команди киян, де у вище вказаному сезоні зіграв 18 матчів. Початок наступного сезону виступав переважно в «динамівській молодіжці», але в другій частині сезон вже переважно грав за юніорську команду киян.
Під час зимової паузи сезону 2019/20 років перебрався у «Ворсклу». У футболці полтавського клубу дебютував 3 липня 2020 року в нічийному (2:2) виїзному поєдинку 29-о туру Прем'єр-ліги проти «Львова». Тарас вийшов на поле на 73-й хвилині, замінивши Олега Власова.

## Кар'єра в збірній
Виступав за юніорські збірні України (U-16) та (U-17).